# Hemidactylus hemchandrai
Espèce
Hemidactylus hemchandrai est une espèce de geckos de la famille des Gekkonidae.

## Répartition
Cette espèce est endémique du Maharashtra en Inde.

## Description
Hemidactylus hemchandrai mesure de 63 à 86 mm sans la queue.

## Publication originale
- Dandge & Tiple, 2015 : A New Species of Rupicolus Gecko of the Genus Hemidactylus Oken, 1817 (Reptilia: Squamata: Gekkonidae) from Maharashtra, Central India. Russian Journal of Herpetology, vol. 22, no 3, p. 233-240.